# Iolania koolauensis
Iolania koolauensis är en insektsart som beskrevs av Giffard 1925. Iolania koolauensis ingår i släktet Iolania och familjen kilstritar. Inga underarter finns listade i Catalogue of Life.